# 金櫻神社
金櫻神社（かなざくらじんじゃ）は、山梨県甲府市御岳町（みたけちょう）2347番地に鎮座する神社である。

## 概要
市域北部、荒川上流の山間部に位置する。雄略天皇時代465年に金峰山に本宮として創建されたとされる山岳信仰の神社で、金峰山信仰（御嶽信仰）の中心神社。幕末までは蔵王権現と呼ばれ、慶応4年（1868年）の由来書で「金櫻神社」と称している。周辺には新式や御師屋敷や宿坊があり、御岳村は門前町を形成した。
神体は、高さ20メートルの花崗岩質からなる五丈岩。祭神は少名彦命（スクナビコナ）、大己貴命（大国主）、須佐之男命（スサノオ）、日本武尊（ヤマトタケル）、櫛稲田媛命（クシナダヒメ）。。
球形に磨かれた水晶の「水の玉」2つ、「火の玉」3つを神宝として祀る。

## 歴史

### 創建

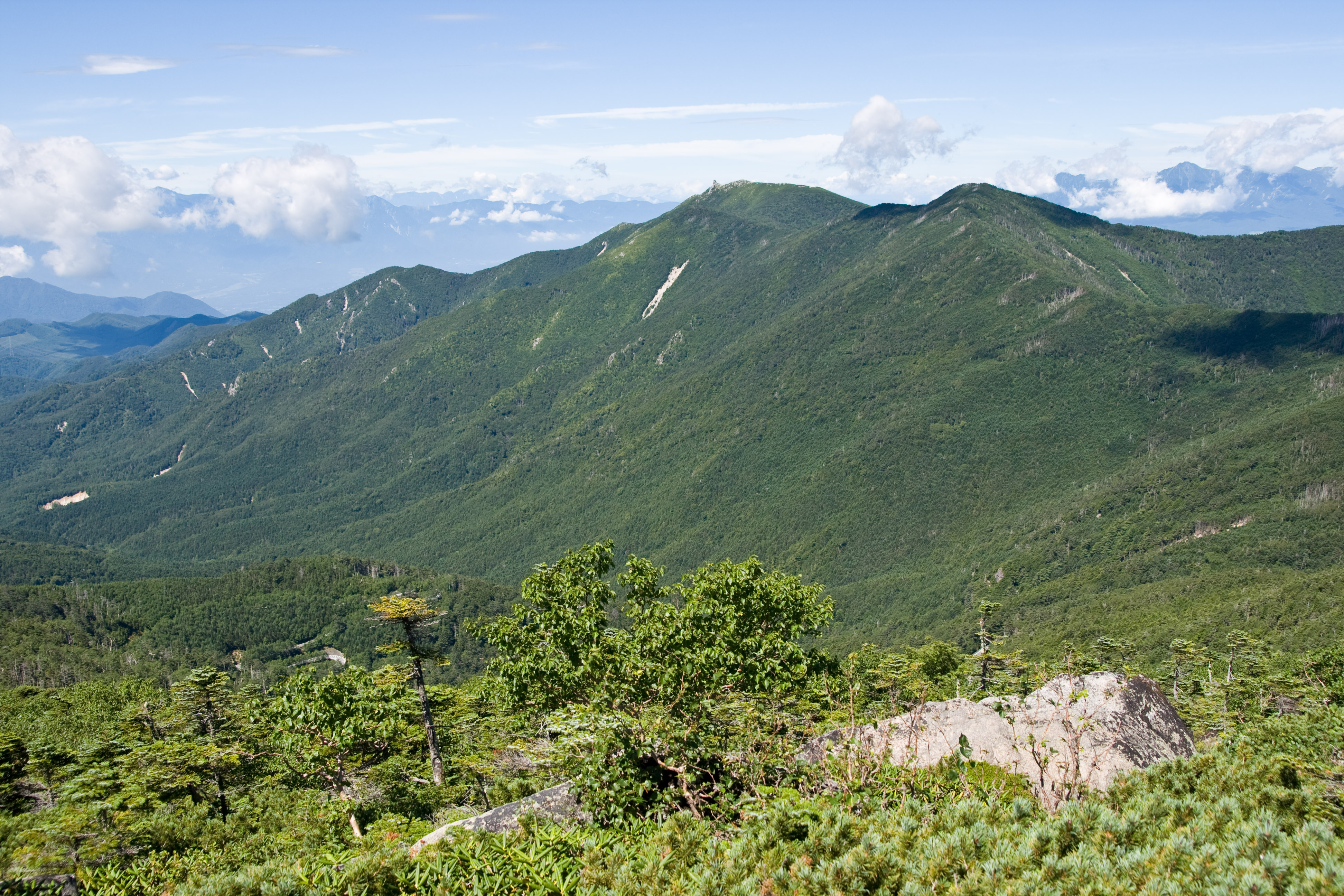
金峰山（神体山）

社記によれば、本宮は景行天皇40年にヤマトタケルが東征の帰路に参詣し、甲斐国造の塩海宿禰に社殿の造営を命じたという。雄略天皇10年、神勅により御岳山に社殿を造営した。天武天皇2年（674年）に大和国金峰山から蔵王権現と金精大明神が勧請され、それぞれ#本宮と#中宮に合祀された。

### 概史

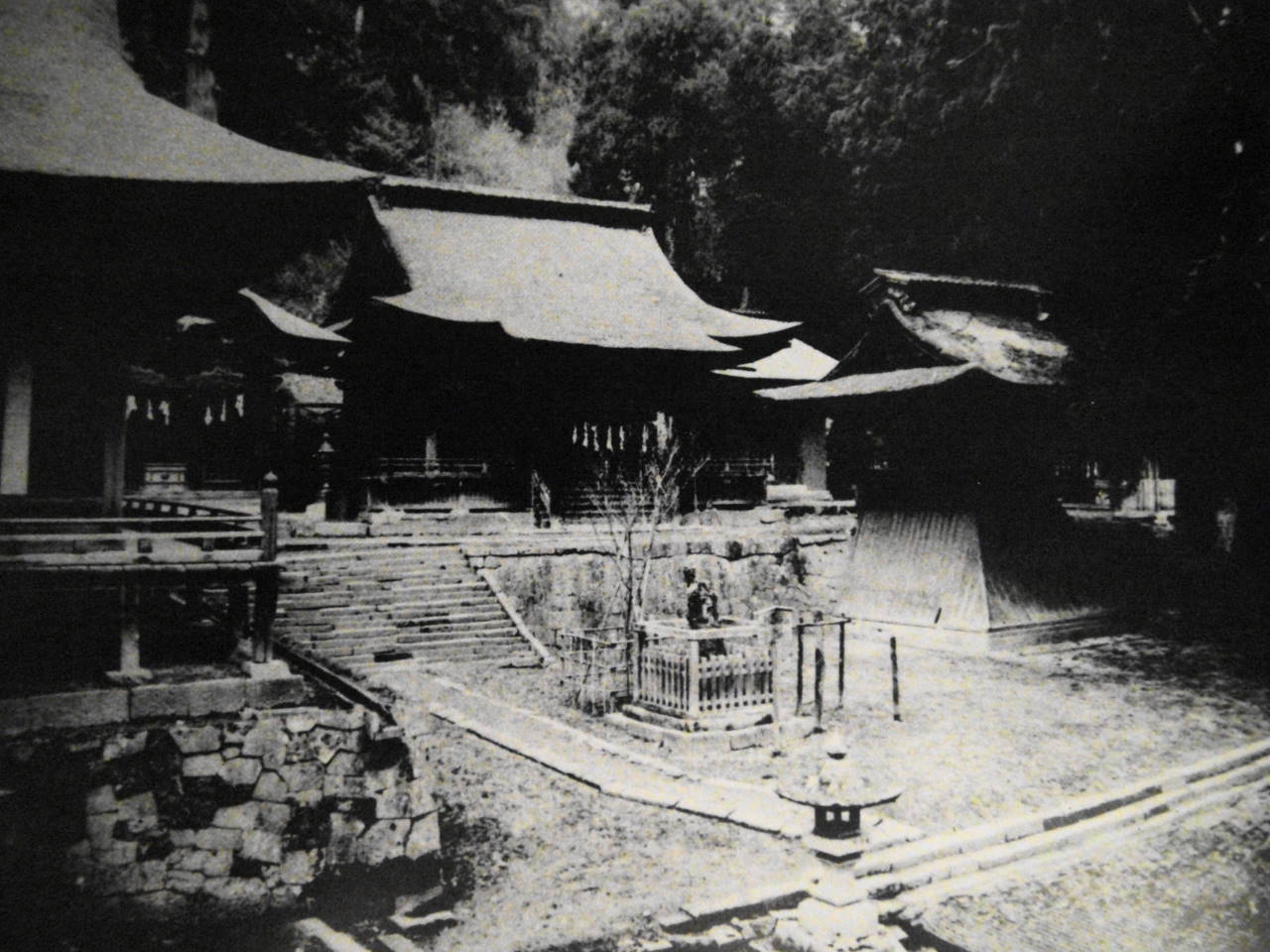
焼失前、明治45年（1912年）頃に撮影された金桜神社

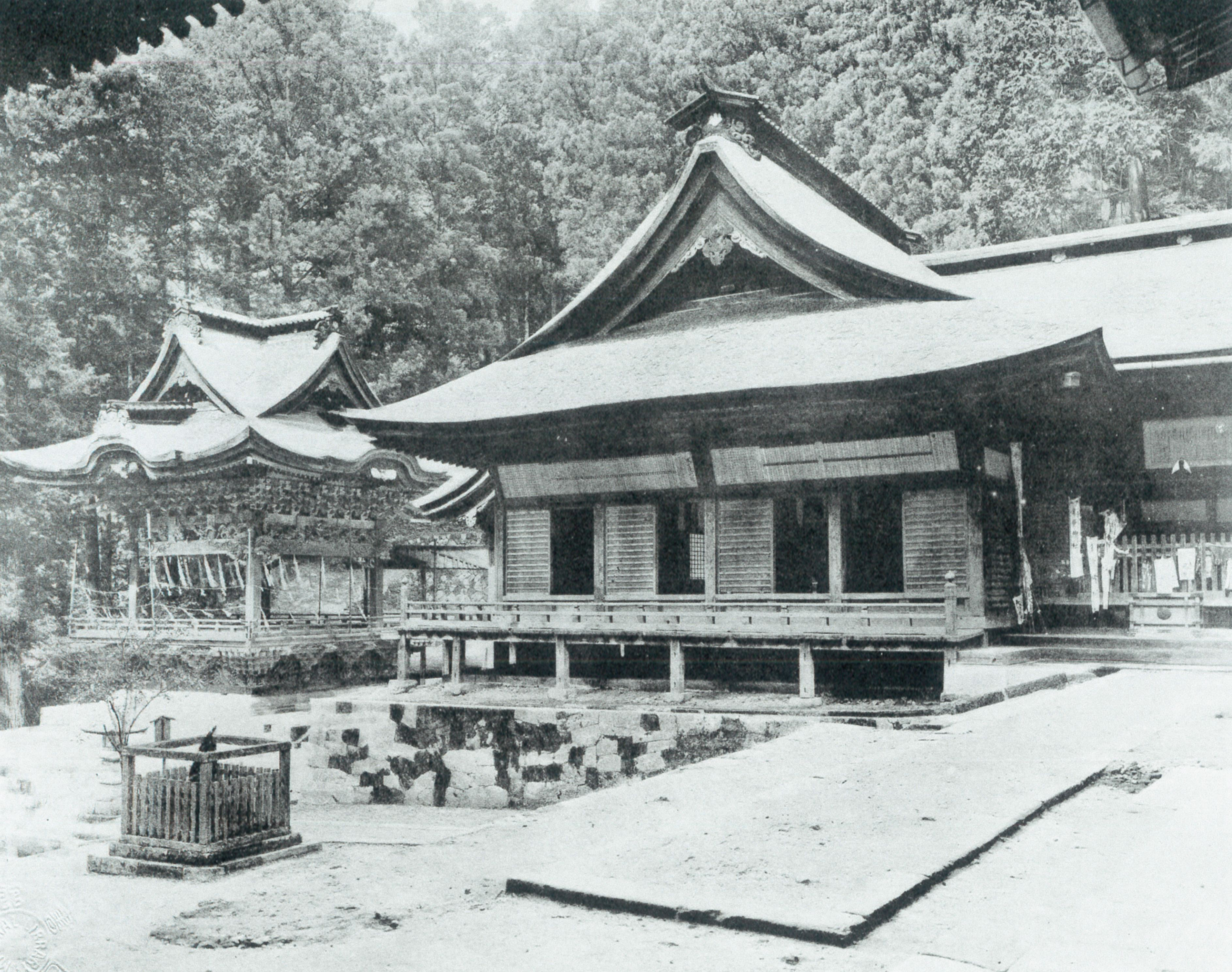
昭和初期の神楽殿（左側）と拝殿（右側）

古代には甲斐国司が参詣し、空海は自筆経文を奉納したという。甲斐武田氏の祈願所として崇拝され、始祖の逸見清光が中宮社殿を再建したと伝わる。鎌倉時代には幕府執権の北条時頼が大般若経を、日蓮は法華経をそれぞれ奉納したという。御像石の頂からは「甲斐派美」と呼ばれる湧水が湧き、甲府市域を流れる荒川や相川をはじめ、武蔵国の多摩川や信濃国の千曲川の水源とも信じられていたため、耕作守護神としての信仰も集め祈雨祭祀が行われた。
ニホンオオカミを敬う眷属信仰は秩父地方の三峯神社や奥多摩の武蔵御嶽神社を中心に出現し、江戸中・後期に関東・中部地方において興隆する。狼信仰圏に含まれる甲斐山間部にある金桜神社は、上野原市の王勢籠神社とともに狼信仰の神社として知られ、白狗が金桜神社で日本武尊の案内役を務めたという『甲斐国社記・寺記』説話に基づく絵画資料なども存在しており、現在でも狼札を配布している。

## 境内
里宮境内の中宮本殿・東宮本殿（ともに1955年焼失）は中世の建築で、年代は不詳であるが室町時代の建立であると考えられている。『甲斐国志』では里宮本宮は武田信義の造営で、中宮本殿は源清光により再建され、東宮本殿は近世に浅野長政に建立されたとしている。
中宮本殿は三間社流造、東宮本殿社殿は方三間・単層の入母屋造で、どちらも屋根は檜皮葺で箱棟を載せる。両本殿は1907年に国の重要文化財に指定されたが、昭和30年（1955年）12月18日の火災で両殿はじめ12棟や伝左甚五郎作の昇竜降竜が焼失しており、現在の朱塗の社殿は1959年（昭和34年）に再建された。
伝武田勝頼奉納の能面8面、住吉蒔絵手箱、家紋散蒔絵手箱、筏散蒔鼓胴、武具散蒔絵鼓胴の5件は山梨県指定有形文化財。奉納品に堀友二作の「昇竜降竜」がある。また、境内には「鬱金の桜」が咲く。
例大祭は4月21日から22日で、御岳大神楽が行われる。現在は神域が秩父多摩甲斐国立公園に属し、御岳昇仙峡とともに観光名所である。

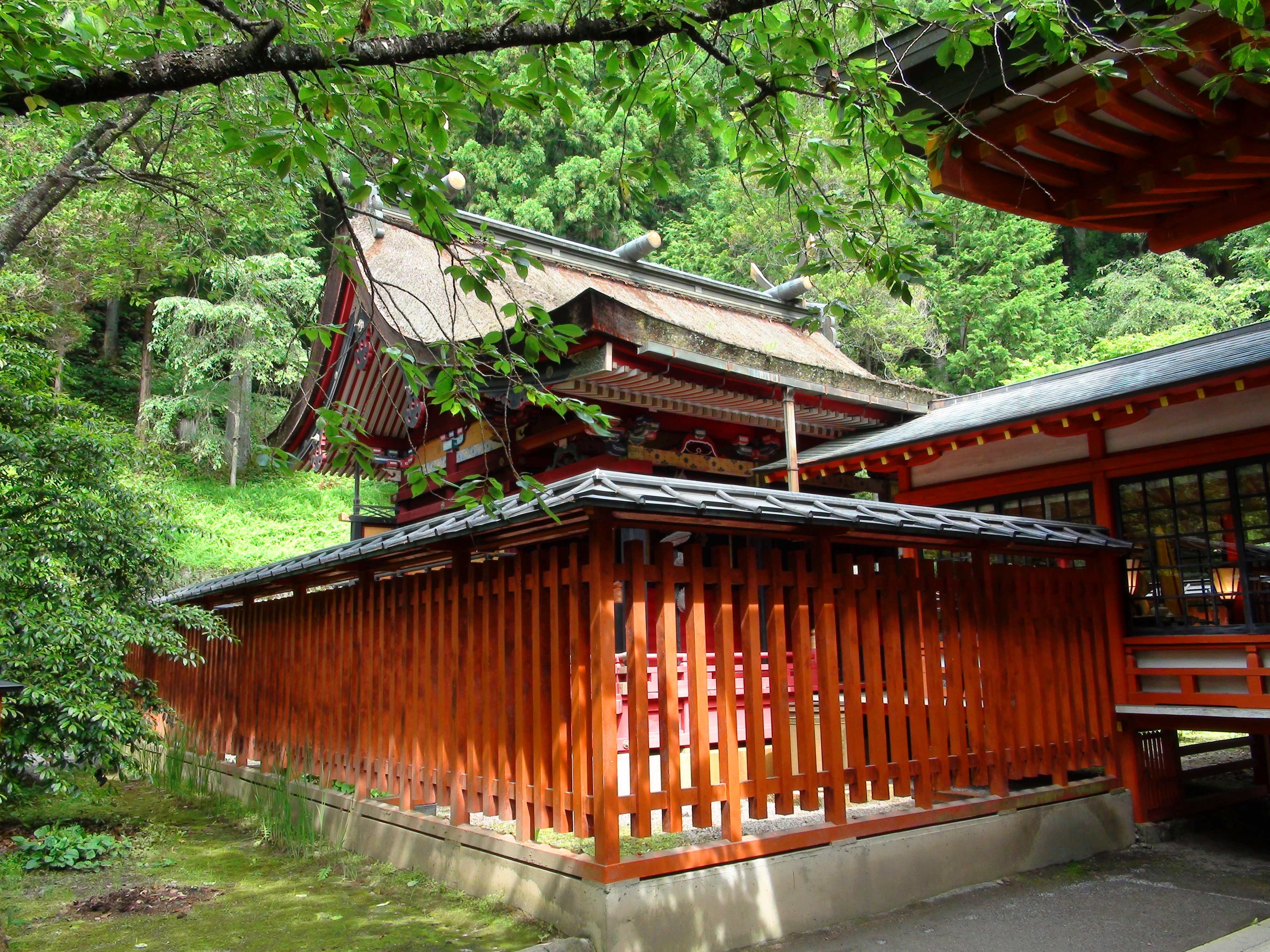
金桜神社本殿
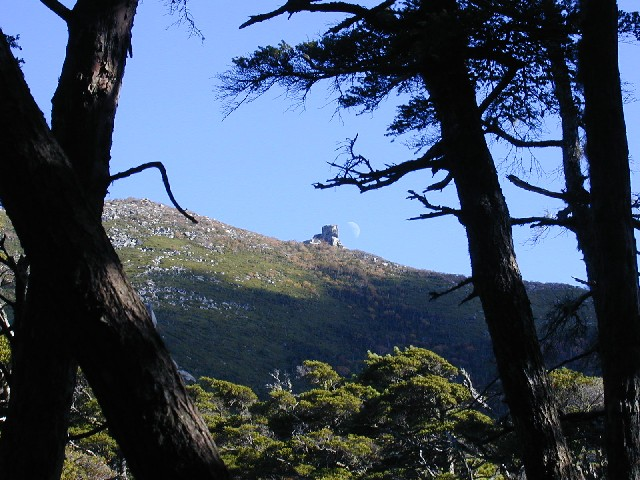
本宮である金峰山の五丈岩

## 指定文化財
山梨県指定有形文化財　
1967年（昭和42年）8月7日付で以下の5件を指定。
- 能面8面[5]
- 住吉蒔絵手箱[5]
- 家紋散蒔絵手箱[5]
- 筏散蒔鼓胴[5]
- 武具散蒔絵鼓胴[5]

甲府市指定文化財（天然記念物）
- 金桜神社のスギ群　1977年（昭和52年）3月1日指定[要出典]

焼失した重要文化財
- 中宮本殿　1907年（明治40年）8月28日指定、1955年（昭和30年）12月18日焼失[4]
- 東宮本殿　1907年8月28日指定、1955年12月18日焼失[6]

## 関連資料
本文の典拠ではない資料、種別と発行年順。
- 山梨県（編）「二 地域大社 §〔II〕金桜神社」『山梨県史』第4巻通史編、甲府：山梨県、2007年、769頁。国立国会図書館書誌ID:000008603939、

全国書誌番号:21259653。
- - 付属資料：『月報』山梨日日新聞社。

国立国会図書館『レファレンス協同データベース』の記録に拠る。「山梨県甲府市の金桜(かなざくら)神社の由緒が書かれている資料はあるか。(山梨県立図書館)」、2021年10月19日閲覧。
一次資料
- 『甲斐御岳写真帖 金桜神社御由緒:付録案内図・案内記』金桜神社（編）、1927年。

神社の由緒（地方史の資料）
- 赤岡重樹『甲斐国古社史考』オリオン堂書店、1936年。
- 荻野三七彦（共編）『新編甲州古文書』第1巻、角川書店、1966年。
- 『甲斐国社記・寺記(山梨県史料)』第1巻、山梨県立図書館（編）、1967年。
- 『山梨県神社誌』山梨県神道青年会（編）、1985年。
- 「金桜神社(甲府市)」『山梨百科事典』山梨日日新聞社（編）、1989年。所在地や祭神、歴史について記載。
- 江間忠寄『甲斐の古社をたずねて』第5巻 完結編、江間忠寄発行 、1992年。

山梨県、甲府市の歴史
- 『甲府市史 通史編』甲府市市史編さん委員会（編）、甲府市。
  - 第1巻「原始・古代・中世」、1991年。
  - 第2巻「近世」、1992年。
- 「甲斐国志」『大日本地誌大系』第46巻、雄山閣、1998年。

山梨県立博物館webサイトに掲載された古文書類。
- 『金峯山金桜神社由緒書』御嶽山年番神主作、1844年。甲州文庫※に収載。
  - ※＝マイクロフィルム版、国立国会図書館。（資料番号km 23-411）。

『新編甲州古文書』第1巻（前出）の典拠

同書の掲載ページ順、前掲と重複あり。
- 1-24頁。
  - 『甲斐御岳写真帖 金桜神社御由緒:付録案内図・案内記』金桜神社（編）、1927年。
  - 「原始・古代・中世」『甲府市史 通史編』第1巻、甲府市市史編さん委員会（編）、甲府市、1991年。
- 5頁。赤岡重樹『甲斐国古社史考』オリオン堂書店、1936年。
- 14-22頁。「甲斐国志」『大日本地誌大系』第46巻、雄山閣、1998年。
- 80頁。『山梨県神社誌』山梨県神道青年会（編）、1985年。
- 135頁。『甲斐国社記・寺記(山梨県史料)』第1巻、山梨県立図書館（編）、1967年。
- 153-162頁。江間忠寄『甲斐の古社をたずねて』第5巻 完結編、江間忠寄、1992年。
- 293頁。「近世」『甲府市史　通史編』第2巻、甲府市市史編さん委員会（編）、甲府市、1992年、715、718、721-727頁。